# Вильчик, Агата
Агата Вильчик (род. 30 ноября 1984 г., Харьков, Украина) — украинский музыкант, певица, лидер групп «Тени Туи» и Agata Vilchyk Group, участница шестого сезона шоу «Голос страны».

## Биография
Родилась в Харькове (Украина). Петь начала примерно в тот же момент, что и говорить, пела дома на своем собственном языке (что часто продолжает делать и сейчас, в своих песнях и импровизациях). В 11 лет поняла, что хочет быть музыкантом и начала придумывать музыку на стихи поэтов Серебряного века. Первое выступление случилось в 17 лет, в Арт-кафе «Богема», Коктебель.
Училась в Харьковском университете внутренних дел на психолога.
С 2000 года выступает как исполнитель бардовской песни, принимает участие в фестивалях и различных музыкальных конкурсах. Также является основателем нескольких проектов, исполняющих её авторскую музыку в стиле интуитивной импровизации, этно-джаз, world music.
В 2004 году по приглашению директора группы «АукцЫон» Сергея Васильева приехала в Санкт-Петербург, где познакомилась с основательницей группы «Колибри» Натальей Пивоваровой, вместе дали ряд концертов, записали демо-диск.
В январе 2006 года создала группу «Эхо второго солнца». В мае 2007 г. группа своей часовой программой открыла третий международный фестиваль «Детали звука», Киев. Состав — 2 контрабаса, гитара (Борис Редько), клавиши, скрипка (Андрей Друшевский).
Группа выступала на «Пустых Холмах»-2008. Вильчик, как сольно, так и с группой, многократно принимала участие на фестивале «Тавале».
В 2007 состоялся совместный концерт «Эхо второго солнца» и Оркестра интуитивной импровизации Яна Бедермана (Москва). Записан совместный диск.
В 2009 был выпущен диск «Она живёт», в канун 25-летия со дня рождения и 25-летия творческой деятельности студией «НН.Харьков».
В 2012 Вильчик встретила гитариста Максима Трянова и собрала группу «Тени Туи», в которой поет и играет на басу, флюгельгорне, саксофоне. С 2014 года началось творческое сотрудничество с Анной Минаковой, пианисткой и руководительницей харьковского хора «ХОССП».
В 2016 Вильчик принимала участие в шестом сезоне проекта «Голос країни».
Далее начался период гастролей.
В 2017 году стала победительницей зрительского голосования и открыла фестиваль новой украинской музыки Lviv Acoustic Fest вместе с Анной Минаковой.
В ноябре 2017 прошёл сольный акустический тур по Белоруссии.
2018-й стартовал концертом-импровизацией, далее было участие в шоукейсах Kyiv Music Days, а также весенних и летних фестивалях — Zaporizhzhia Jazzy 2018. Street Music by Leopolis Jazz Fest. Участие вместе с Анной Минаковой в конкурсе «Джаз на Пирсе» закончилось победой и выступлением на главной сцене фестиваля Jazz on the Dniper. Также в Харькове и Киеве прошли большие концерты-презентации сольной программы.

## «Тени Туи»
Группа начинал играть составом: вокал, бас (Агата), гитара (Максим Трянов), барабаны (Дмитрий Качан).
С 2012-го состав группы пополнился ещё одной вокалисткой — Марией Кореневой и саксофонистом — Сандро Гарибашвилли. В 2014 группа записала несколько песен, на барабанах — Дмитрий Достатнев. Группа несколько раз принимала участие в фестивале «Тавале» (Харьков), фестивале «Аккумулятор» (Харьков).

## «Голос страны»
В 2016 принимала участие в проекте «Голос страны», шестой сезон, где в команде Тины Кароль дошла до полуфинала.